# レプロシー
『レプロシー』は、アメリカのデスメタルバンド、デスの2作目のスタジオアルバム。コンバット・レコードから1988年8月12日にリリースされた。
1987年のデビューアルバムとは音の色調や品質が著しく変わっている、ドラマーのビル・アンドリューズとギタリストのリック・ロズの加入後初のアルバム。

## トラック
全作詞曲:チャック・シュルディナー、リック・ロズ
| #  | タイトル                      | 作詞 | 作曲・編曲 | 時間 |
| -- | ----------------------------- | ---- | ---------- | ---- |
| 1. | 「Leprosy」(Schuldiner)       |      |            | 6:19 |
| 2. | 「Born Dead」                 |      |            | 3:25 |
| 3. | 「Forgotten Past」            |      |            | 4:33 |
| 4. | 「Left to Die」               |      |            | 4:35 |
| 5. | 「Pull the Plug」(Schuldiner) |      |            | 4:25 |
| 6. | 「Open Casket」               |      |            | 4:53 |
| 7. | 「Primitive Ways」            |      |            | 4:33 |
| 8. | 「Choke on It」               |      |            | 5:54 |

## 参加メンバー
- チャック・シュルディナー(vo/gt)
- リック・ロズ(gt)
- テリー・バトラー(ba)
- ビル・アンドリューズ(dr)